# Hassea bacillosa
Hassea bacillosa är en lavart som först beskrevs av William Nylander och fick sitt nu gällande namn av Alexander Zahlbruckner 1902. 
Hassea bacillosa ingår i släktet Hassea, klassen Dothideomycetes, divisionen sporsäcksvampar och riket svampar. Inga underarter finns listade i Catalogue of Life.